# Tommy Tee
Tommy Flåten (født 18. december 1971 i Oslo), bedst kendt under kunstnernavnet Tommy Tee, er en norsk DJ, graffitimaler og producent. Han ejer pladeselskabet Tee Productions, som udgiver album af Diaz, Warlocks , Opaque , Son of Light , Gatas Parlament og A-Lee. 
Tee udgav i 1988 sit første album, Bonds, beats and beliefs. I 2004 kom To Legender Utan Penger, et album han lavede sammen med Ken Ring. Tees tredje album er Tommy Tycker Om Mej hvor blandt andet Noora, Son of Light, Loudmouf Choir, Diaz, Timbuktu, Madcon, Warlocks og A-Lee medvirker. 
Tommy Tee er mest kendt for sit arbejde med Diaz. De har sammen høstet gode anmeldelser for deres USA-lancering i 2000. Diaz’s album 2050 blev rost i Billboard Magazine. Tommy Tee har sit eget radioshow på NRK P3, «NRS» eller «National Rap Show» som i 2007 er inde i sit 12. år.

## Diskografi

### Albums
- Bonds Beats and Beliefs (1998)
- T.P. Allstars: Norske Byggeklosser (1999) (with other Tee artists)
- 2 Legender utan Penger with Ken Ring (2004)
- Tommy Tycker Om Mej (2005)
- No Studio No Time – The Wait (2007)
- Studio Time (2009)
- Musikk Ække Viktig (2013)

### Singler
- Takin Ova (1998)
- Crossing Borders (1999)
- International Connects (1999)
- Day by Day (1999)
- World Renown (2000)
- What's Your Name (2002)
- BB Berättelsen (2004) with Ken Ring
- Gimme Dat (2007) with Stat Quo and Rah Digga

Gimme Dat er tilgængelig som gratis download på Tommy Tee's officielle website. Arkiveret 13. februar 2007 hos  Wayback Machine

### Albums af andre artister
- Standards by Helén Eriksen (1996)
- Lovevirgin by Helén Eriksen (1998)
- Deep Green by N-Light-N (1998)
- Mic Knights by Warlocks (1998) [as Father Blanco]
- 2050 by Diaz (2000)
- Gourmet Garbage by Opaque (2001)